# 불바르 드미트리야 돈스코보역
불바르 드미트리야 돈스코보 역(러시아어: Бульва́р Дми́трия Донско́го)은 모스크바 지하철 세르푸홉스코 티미랴젭스카야 선의 종착역이다. 2002년 12월 26일에 개장했다. 역의 이름은 '드미트리 돈스코이 대로'라는 뜻이며, 드미트리 돈스코이는 모스크바를 세운 창시자 중 한 명이다. 불바르 드미트리야 돈스코보 역은 드미트리 돈스코이 대로와 스타로카찰로프 거리에 위치해있다.

## 환승
불바르 드미트리야 돈스코보 역에서는 부톱스카야 선의 울리차 스타로카찰롭스카야 역으로 갈아탈 수 있다.

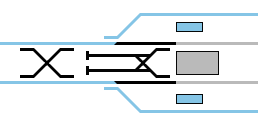
울리차 스타로카찰롭스카야 역(연파란색)과 불바르 드미트리야 돈스코보 역(회색)의 배선도